# I. Sebestyén portugál király

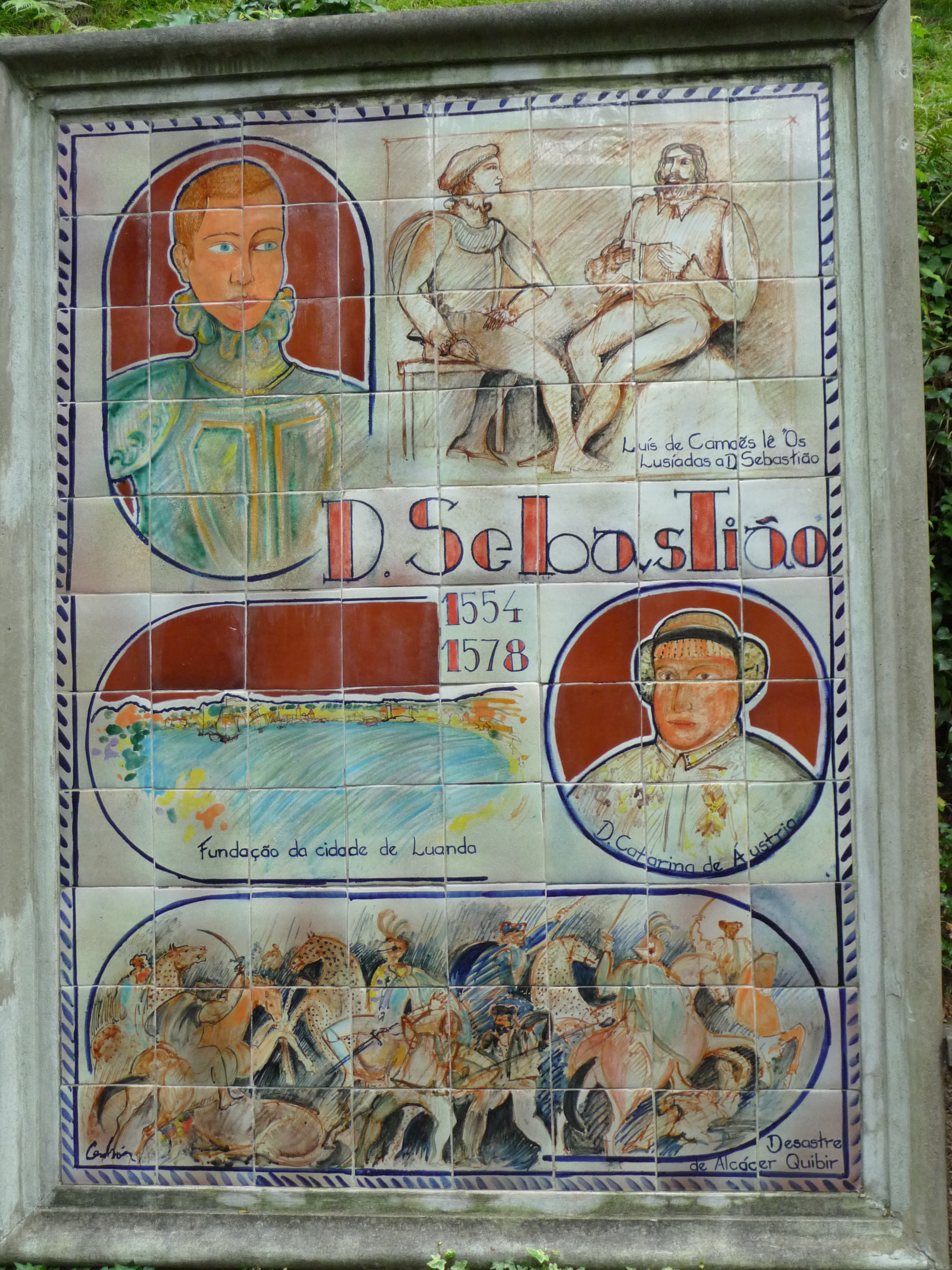
Óhajtott Sebestyén uralkodásának fontosabb eseményei – azulejo
1. Luís de Camões felolvassa a A Luziádákat Sebestyénnek;
2. Luanda megalapítása;
3. Ausztriai Katalin;
4. Vereség Kszar al-Kabírnél

Sebestyén (Lisszabon, 1554. január 20. – 1578. augusztus 4.) Portugália királya, az Avis-házból származott. Nevét Szent Sebestyén után kapta, mivel éppen Sebestyén napján született.

## Élete
Nagyapját, III. Jánost követte a trónon, mert édesapja, Avisi János királyi herceg, a trónörökös még Sebestyén születése előtt meghalt. Édesanyja Habsburg Johanna portugál trónörökösné, V. Károly német-római császár és Izabella portugál infánsnő (III. János nővére) lánya. Mivel 3 éves volt, amikor trónra került, nagykorúságáig nagyapja testvére, Henrik bíboros gyámsága alatt állt. Rajongott a keresztes háborúkért, így már 1574-ben seregeket küldött Marokkó ellen, a kereszténység terjesztése címén. Az Észak-Afrikában szintén terjeszkedő Oszmán Birodalom viszont csapatokat küldött Sebestyén ellen és 1578-ban, amikor újabb háborút kezdett a király, a Kszar al-Kabír mellett vívott csatában a török-marokkói sereg teljesen megsemmisítette, sőt, ő maga is odaveszett. Később megtalálták megcsonkított holttestét, és Ceutában eltemették. Ennek ellenére az a hit terjedt el, hogy megmenekült, és Portugáliába visszatért, 1580-ban az ország  II. Fülöp spanyol király uralma alá került, így egymás után tűntek elő ál-Sebestyének, akik Sebestyén király leszármazottainak vallották magukat. A krónikák Óhajtott előnévvel említik.